# Stephen Naidoo
Stephen Naidoo, né le 23 octobre 1937 au Cap (Afrique du Sud) et décédé dans la même ville le 1er juillet 1989, est un prêtre rédemptoriste sud-africain d'origine indienne. Archevêque du Cap à partir de 1984 il fut le représentant le plus visible de l’Église catholique sud-africaine et refusa de soutenir le gouvernement d'apartheid qui dirigeait le pays.

## Éléments de biographie
Né de parents indiens convertis au catholicisme, il entra chez les rédemptoristes et eut sa première formation dans un séminaire près de Durban avant de se rendre en Écosse et en Angleterre étudier la théologie. Il fut ordonné prêtre en 1961 et reçu son doctorat en droit canon en 1964 de l'Université pontificale Saint-Thomas-d'Aquin à Rome. Après son retour (1968) en Afrique du Sud, Naidoo servit comme prêtre dans un monastère avant d’enseigner au séminaire de Pretoria.
Il fut nommé évêque auxiliaire du Cap en 1974 puis élevé au rang d'archevêque de ce diocèse en 1984.
En 1988, il fit partie des nombreux ecclésiastiques sud-africains emprisonnés brièvement pour leur participation à la fameuse marche de protestation du Cap.